# العثامنة الغابة (زيايدة)
العثامنة الغابة هي إحدى مشيخات المملكة المغربية، تتبع جغرافيا لإقليم بنسليمان وإداريًا لزيايدة. يقدر عدد سكانها بـ 3166 نسمة حسب الإحصاء الرسمي للسكان والسكنى لسنة 2004.